# Volvarina brasiliana
Volvarina brasiliana is een slakkensoort uit de familie van de Marginellidae. De wetenschappelijke naam van de soort is voor het eerst geldig gepubliceerd in 2000 door F. Boyer.